# الكسيس ثورب
الكسيس ثورب (بالإنجليزية: Alexis Thorpe)‏ مواليد 19 أبريل 1980 في نيوبورت بيتش، الولايات المتحدة، هي ممثلة أمريكية بدأت مسيرتها الفنية عام 2000.

## وصلات خارجية
- الكسيس ثورب على موقع IMDb (الإنجليزية)
- الكسيس ثورب على موقع ألو سيني (الفرنسية)
- الكسيس ثورب على موقع أول موفي (الإنجليزية)
- الكسيس ثورب على موقع قاعدة بيانات الأفلام السويدية (السويدية)
- الكسيس ثورب على موقع قاعدة بيانات الفيلم (الإنجليزية)
- الكسيس ثورب على موقع كينوبويسك (الروسية)